# Ivoryline
Ivoryline est un groupe de rock américain, originaire de Tyler, au Texas. Il est anciennement signé au label Tooth and Nail Records.

## Biographie
Ivoryline est formé en 2003 sous le nom de Dead End Driveway, publiant un EP et un album avant de changer de nom pour Ivoryline en 2005. Peu après ce changement de nom, le groupe est sélectionné pour jouer au Vans Warped Tour de 2006. En tournée, ils sont remarqués par le label Tooth and Nail Records qui les signe en 2007 et publie leur premier album, There Came a Lion, en février 2008,. L'album atteint la 25e place du Billboard Top Christian Albums chart, et la 15e du Top Heatseekers Chart.
En février 2009, ils sortent le clip du morceau Days End sur AbsolutePunk.net — le clip, filmé à la mi-2008, fait participer leur ancien guitariste. Leur dernier album, Vessels, est publié le 27 juillet 2010. Ils sont par la suite renvoyé du label Tooth and Nail.